# Superboy (fumetto)
Superboy è il titolo di cinque serie a fumetti pubblicate dalla DC Comics e incentrate sull'omonimo personaggio immaginario. La prima ha esordito nel 1949. Le prime tre serie ebbero come protagonista la versione originale del personaggio, ovvero Superman da giovane, mentre le serie successive erano incentrate sul secondo Superboy, che in parte è il clone di Superman. Nel 1962 la serie fu la seconda più venduta negli Stati Uniti d'America dopo Superman.

## Storia editoriale

### Prima serie (1949-1979)
Superboy (Vol. 1) è stata la prima serie che presentò le avventure del personaggio, versione di Superman da adolescente, ed esordì nel 1949, quattro anni dopo il debutto del personaggio in More Fun Comics. Le storie era quasi sempre ambientate nella cittadina rurale di Smallville durante la giovinezza e la fanciullezza del protagonista. Il critico Les Daniels notò che «Molte delle prime storie del personaggio sembrano dedicate a esaltare le virtù della vita nelle piccole città d'America, e le copertine fecero sembrare Smallville un posto da sogno senza molti problemi»."
I comprimari del personaggio erano Jonathan e Martha Kent, i suoi genitori adottivi, Lana Lang, curiosa compagna di classe e vicina di casa, Pete Ross, suo migliore amico e segretamente a conoscenza della reale identità di Superboy come Clark Kent, il capo della polizia Parker e il super cane Krypto. Con l'eccezione del giovane Lex Luthor, avversario ricorrente del protagonista, quasi nessuno dei nemici comparsi nelle storie comparvero più di una volta. Bizarro esordì nel n. 68 (Oct. 1958). Storie del personaggio vennero pubblicate regolarmente anche su Adventure Comics a partire dal n. 103 (aprile 1946).
In appendice iniziarono a venire pubblicate storie della Legione dei Super-Eroi dal n. 172 (marzo 1971) e con il n. 197 (settembre 1973), la Legione divenne co-protagonista della serie e la testata divenne "Superboy starring the Legion of Super-Heroes", mentre il titolo della serie rimase sempre Superboy; con il n. 222 (dicembre 1976), la testata divenne "Superboy and the Legion of Super-Heroes" che divenne anche il titolo della serie dal n. 231 (settembre 1977) che poi chiuse con il n. 258 nel dicembre 1979 sostituita da Legion of Super-Heroes (Vol. 2) che ne continuò la numerazione. Il personaggio lasciò il gruppo e il ruolo da protagonista nella serie a fumetti nella quale fece poi solo apparizioni sporadiche e le sue storie come protagonista continuarono in una nuova serie, The New Adventures of Superboy.

### Anni ottanta
La seconda serie, The New Adventures of Superboy, esordì il mese successivo alla chiusura della prima e si concentrò sulla pubblicazione di storie di Superboy ambientate a Smallville, le quali erano andate diminuendo quando la Legione divenne coprotagonista della serie originale di Superboy, prima di riemergere per breve periodo in Adventure Comics e Superman Family tra il 1977-1979. La serie venne pubblicata mensilmente per 54 numeri fino al 1984 quasi tutti illustrati da Kurt Schaffenberg, già disegnatore della serie su Lois Lane. Per un breve periodo in appendice comparvero storie della serie Dial H for Hero.

### Anni novanta
La terza serie dedicata al personaggio, Superboy: The Comic Book, fu diversa dalle precedenti in quanto era impostata nella continuità della serie televisiva Superboy al fine di approfondirne alcune vicende ed eventi. Dopo il n. 11 la testata cambiò in The Adventures of Superboy che si concluse dopo 22 numeri alla fine del 1991.
Dopo la saga di Crisi sulle Terre infinite, il Superboy originale fu cancellato dalla continuità principale dell'Universo DC, con Superman che cominciò la sua carriera da supereroe quando era già da adulto. Nel 1993 debuttò la serie Reign of Supermen, terzo arco narrativo della saga sulla morte di Superman e nel preludio alla storia, venne introdotto un nuovo Superboy: un clone ibrido nato da una cellula di Superman e da un umano maschio; al personaggio fu dato nome di Kon-El e venne dedicata una sua serie, Superboy (vol. 3), pubblicata per 102 numeri fino al 2003.

### Anni 2010
Dopo qualche anno, venne pubblicata una nuova serie dedicata al personaggio, Superboy (vol. 4), nella versione incarnata da Kon-El, esordita nel 2011, scrita da Jeff Lemire e disegnata da Pier Gallo. In questa serie, Kon-El assume l'identità segreta di Conner Kent e vive con Martha Kent e il cane Krypto a Smallville, cittadina che lui protegge nei panni di Superboy. La serie venne interrotta nel settembre 2011 e rilanciata all'interno del progetto di rilancio editoriale della DC noto come The New 52, nel settembre 2011, quando esordì una nuova serie, Superboy (vol. 5) scritta da Scott Lobdell e disegnata da R. B. Silva e Rob Lean. Dal 2012 la serie fu scritta da Tom DeFalco. La serie è stata interrotta con il n. 34 nell'ottobre 2014.